# Dendropicos
Genre
Synonymes
- Thripias Cabanis & Heine, 1863
- Mesopicos Malherbe, 1849

Dendropicos est un genre d'oiseaux de la famille des Picidae, de la sous-famille des Picinae qui regroupe 15 espèces de pics africains.

## Liste des espèces
D'après la classification de référence (version 14.1, 2024) du Congrès ornithologique international (ordre phylogénique) :
- Dendropicos elachus – Pic gris
- Dendropicos poecilolaemus – Pic à poitrine tachetée
- Dendropicos abyssinicus – Pic d'Abyssinie
- Dendropicos fuscescens – Pic cardinal
- Dendropicos gabonensis – Pic du Gabon
- Dendropicos lugubris – Pic à raies noires
- Dendropicos stierlingi – Pic de Stierling
- Dendropicos elliotii – Pic d'Elliot
- Dendropicos goertae – Pic goertan
- Dendropicos spodocephalus – Pic spodocéphale
- Dendropicos griseocephalus – Pic olive
- Dendropicos obsoletus – Pic à dos brun